# Friedrich Horschelt (Tänzer)

Friedrich Horschelt, Lithographie von Josef Lanzedelli d. Ä.

Friedrich Horschelt (* 14. April 1793 in Köln; † 9. Dezember 1876 in München) war ein deutscher Ballettmeister und Impresario.
Friedrich Horschelt war ab 1806 mit seiner Mutter und drei Schwestern in Wien tätig. Ab 1811 war er Tänzer und Choreograf am Leopoldstädter Theater, ab 1814 Vizeballettmeister am Theater an der Wien.
Er gründete dort 1815 ein Kinderballett für Sechs- bis Zwölfjährige und leitete es bis 1821. Aus dem berühmten, aber auch anrüchigen Ballett gingen unter anderem Fanny Elßler, Therese Elßler und Therese Heberle sowie die spätere Sängerin Wilhelmine Schröder-Devrient hervor. Nach dem Prozess wegen „Schändung, Notzucht und Kuppelei in vielen Fällen“ gegen Aloys von Kaunitz-Rietberg musste er sein Ballett 1821 auf kaiserliche Anordnung hin schließen. 
Horschelt ging dann nach München, wo er als Choreograf von Balletten wie Das Waldmädchen, Die Wildschützen, Das Amorsfest, Die Portraits, Das Urteil des Paris und Die Silberschlinge hohes Ansehen genoss. Als er 1829 pensioniert wurde, kam es zu Demonstrationen des Publikums. 1837 wurde er zurückgerufen und schuf bis zu seiner endgültigen Verabschiedung 1848 vorwiegend Balletteinlagen in den Opern von Auber, Meyerbeer und Halévy.
Sein Sohn Theodor Horschelt wurde Schlachtenmaler.